# Perú en los Juegos Olímpicos de Vancouver 2010

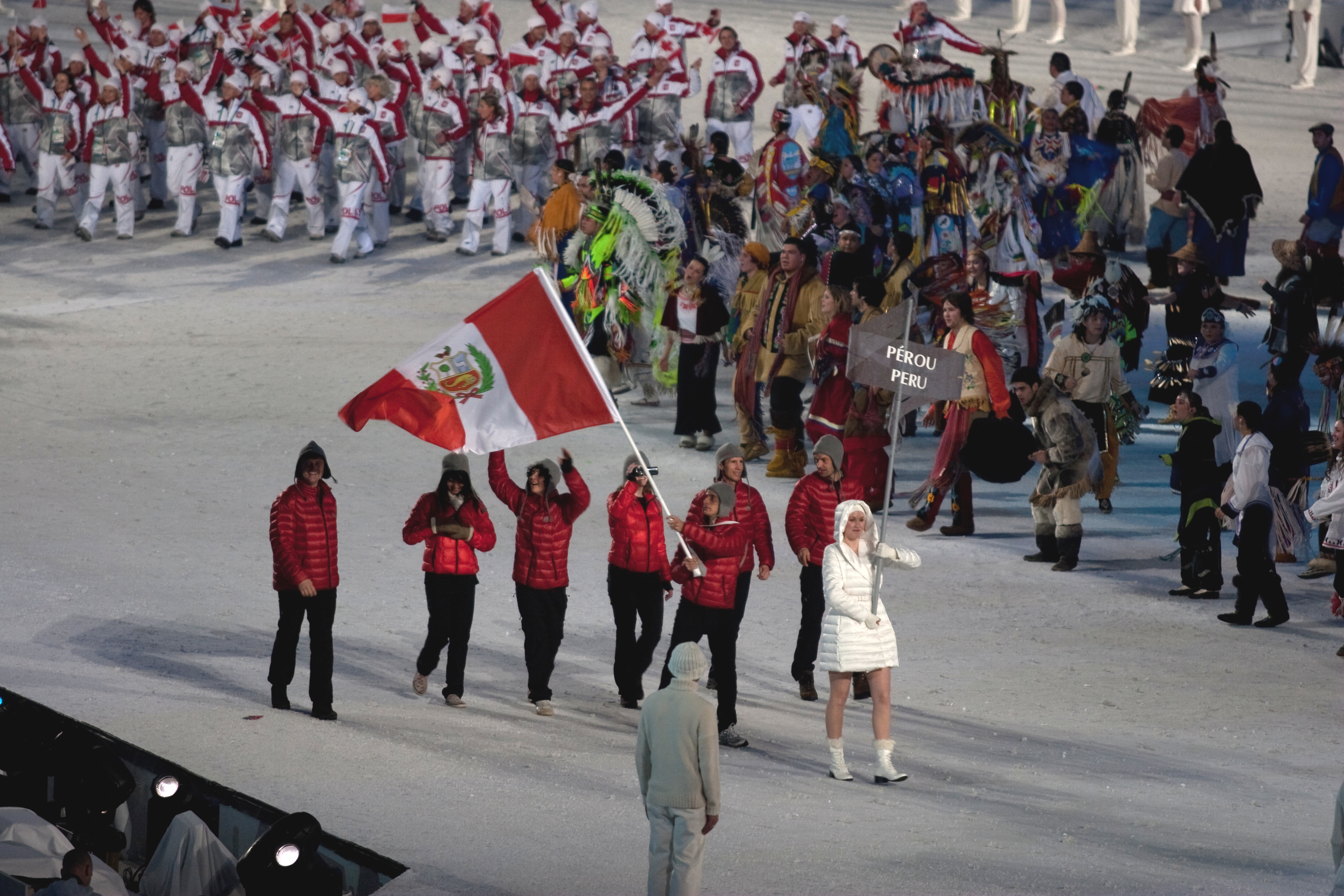
Delegación peruana durante la ceremonia de apertura.

Perú obtuvo su primera participación invernal en los Juegos Olímpicos de Vancouver 2010 contando con una delegación de 3 deportistas (2 hombres y 1 mujer) que participaron en 2 deportes. El abanderado en la ceremonia de apertura fue realizada por Roberto Carcelén (esquí de fondo).

## Deportes
De los 15 deportes que el COI reconoce en los Juegos Olímpicos de invierno, se contó con representación peruana en 3 deportes. Este es un hecho histórico pues fue la primera vez que Perú participa en unos juegos olímpicos de invierno.
| N.º   | Deporte        | Hombres | Mujeres | TOTAL |
| ----- | -------------- | ------- | ------- | ----- |
| 1     | Esquí alpino   | 1       | 1       | 2     |
| 2     | Esquí de fondo | 1       | 0       | 1     |
| TOTAL | TOTAL          | 2       | 1       | 3     |

## Deportistas
En el listado siguiente se enumeran alfabéticamente los atletas que componen el equipo olímpico peruano por deportes, las competiciones en las que participarán y su resultado.
| Atleta              | Competición      | Fecha         | Marca   | Puesto         |
| ------------------- | ---------------- | ------------- | ------- | -------------- |
| Esquí alpino        |                  |               |         |                |
| Ornella Oettl Reyes | eslalon gigante  | 24 de febrero | -       | No clasificada |
| Ornella Oettl Reyes | eslalon          | 26 de febrero | -       | No clasificada |
| Manfred Oettl Reyes | eslalon gigante  | 23 de febrero | 3:02.05 | 67°            |
| Manfred Oettl Reyes | eslalon          | 27 de febrero | -       | No clasificado |
| Esquí de fondo      |                  |               |         |                |
| Roberto Carcelén    | individual 15 km | 15 de febrero | 45:53.6 | 94°            |